# Formica gracilis
Formica gracilis är en myrart som beskrevs av Oswald Heer 1867. Formica gracilis ingår i släktet Formica och familjen myror. Inga underarter finns listade i Catalogue of Life.